# Appoigny
Appoigny település Franciaországban, Yonne megyében. Lakosainak száma 3133 fő (2022. január 1.). Appoigny Chichery, Perrigny, Branches, Gurgy és Monéteau községekkel határos.

## Népesség
A település népességének változása:
| Lakosok száma | 3115 | 3154 | 3227 | 3167 | 3248 | 3245 | 3207 | 3170 | 3133 |
|               | 2013 | 2015 | 2016 | 2017 | 2018 | 2019 | 2020 | 2021 | 2022 |